# Élections législatives de 1986 dans le Cher
Les élections législatives françaises de 1986 ont lieu le 16 mars 1986. Dans le département du Cher, trois députés sont à élire dans le cadre d'un scrutin proportionnel par liste départementale à un seul tour.

## Élus
| Député élu           |  | Parti    |
| -------------------- |  | -------- |
| Jean-François Deniau |  | UDF (PR) |
| Jacques Rimbault     |  | PCF      |
| Alain Calmat         |  | PS       |

## Listes en présence

### Extrême gauche (LO)
| N° | Candidats         | Parti | Parti | Principales fonctions |
| -- | ----------------- | ----- | ----- | --------------------- |
| 01 | Colette Cordat    |       | LO    | Infirmière            |
| 02 | Sylvie Cerveau    |       | LO    | Employée              |
| 03 | Michèle Perronnet |       | LO    | Ouvrière              |
|    |                   |       |       |                       |
| 04 | Lilina Vela       |       | LO    | Ouvrière              |
| 05 | René Chantome     |       | LO    | Employé PTT           |

### Extrême gauche (MPPT)
| N° | Candidats       | Parti | Parti | Principales fonctions |
| -- | --------------- | ----- | ----- | --------------------- |
| 01 | Nathalie Doucet |       | MPPT  | Infirmière            |
| 02 | Robert Carbonel |       | MPPT  | Enseignant            |
| 03 | José Nicol      |       | MPPT  | Employé PTT           |
|    |                 |       |       |                       |
| 04 | Cécile Le Goff  |       | MPPT  | Infirmière            |
| 05 | Thierry Brion   |       | MPPT  | Agent PTT             |

### Parti communiste français
| N° | Candidats            | Parti | Parti | Principales fonctions                                                                           |
| -- | -------------------- | ----- | ----- | ----------------------------------------------------------------------------------------------- |
| 01 | Jacques Rimbault     |       | PCF   | Député sortant, ajusteur, conseiller général du Canton de Bourges-1 et maire de Bourges         |
| 02 | Jean-Claude Sandrier |       | PCF   | Adjoint au maire de Bourges, spécialiste de laboratoire                                         |
| 03 | Fernand Micouraud    |       | PCF   | Retraité, conseiller général du Canton de Vierzon-1 et maire de Vierzon                         |
|    |                      |       |       |                                                                                                 |
| 04 | Marguerite Renaudat  |       | PCF   | Retraitée, conseillère générale du Canton de Bourges-3 et première adjointe au maire de Bourges |
| 05 | Maxime Camuzat       |       | PCF   | Technicien informatique, maire de Saint-Germain-du-Puy                                          |

### Majorité présidentielle (PS-MRG)
| N° | Candidats            | Parti | Parti | Principales fonctions                                                           |
| -- | -------------------- | ----- | ----- | ------------------------------------------------------------------------------- |
| 01 | Alain Calmat         |       | PS    | Chirurgien, Ministre de la Jeunesse et des Sports                               |
| 02 | Jean Rousseau        |       | PS    | Député sortant, instituteur, conseiller régional et adjoint au maire de Vierzon |
| 03 | Jean-Pierre Saulnier |       | PS    | Enseignant, adjoint au maire de Bourges                                         |
|    |                      |       |       |                                                                                 |
| 04 | Denis Durand         |       | PS    | Ingénieur agricole, maire de Bengy-sur-Craon                                    |
| 05 | Hedwig Baduel        |       | PS    | Secrétaire à la CPAM du Cher                                                    |

### Opposition (UDF-RPR)
| N° | Candidats                       | Parti | Parti  | Principales fonctions |
| -- | ------------------------------- | ----- | ------ | --- |
| 01 | Jean-François Deniau            |       | UDF-PR | Inspecteur des Finances, représentant de la France à l'Assemblée des Communautés européennes, Conseiller régional, conseiller général du Canton de Bourges-4 et président du conseil général |
| 02 | Serge Vinçon                    |       | RPR    | Professeur, Maire de Saint-Amand-Montrond |
| 03 | Marie-Cécile Lelarge-Sauvervald |       | UDF    | Assureur, conseillère municipale de Vierzon |
|    |                                 |       |        | |
| 04 | Yves Fromion                    |       | RPR    | Directeur de cabinet |
| 05 | Pierre Bigot                    |       | UDF    | Commerçant, conseiller municipal de Sancerre |

### Divers droite
| N° | Candidats         | Parti | Parti | Principales fonctions              |
| -- | ----------------- | ----- | ----- | ---------------------------------- |
| 01 | Didier Doucet     |       | DVD   | Conseiller municipal de Vierzon    |
| 02 | Renée Lagrange    |       | DVD   | Conseillère municipale de Sancoins |
| 03 | Michel Blanchard  |       | DVD   | Retraité à Saint-Amand-Montrond    |
|    |                   |       |       |                                    |
| 04 | Claude David      |       | DVD   | Médecin généraliste à Vierzon      |
| 05 | Micheline Étienne |       | DVD   | Notaire à Lignières                |

### Front national
| N° | Candidats           | Parti | Parti | Principales fonctions       |
| -- | ------------------- | ----- | ----- | --------------------------- |
| 01 | Jean d'Ogny         |       | FN    | Conservateur de musée       |
| 02 | Louis-Marie Malliet |       | FN    | Gérant de société           |
| 03 | Michel Magreault    |       | FN    | Directeur commercial        |
|    |                     |       |       |                             |
| 04 | Claude Brabant      |       | FN    | Agriculteur, maire d'Annoix |
| 05 | Louis Magdelenat    |       | FN    | Ingénieur                   |

### Sans étiquette (Initiative 86)
| N° | Candidats           | Parti | Parti | Principales fonctions |
| -- | ------------------- | ----- | ----- | --------------------- |
| 01 | Yves Nardon         |       | I86   | Ingénieur             |
| 02 | Jean-Michel Dubois  |       | I86   | Commerçant            |
| 03 | Claude Noblecourt   |       | I86   | Restaurateur          |
|    |                     |       |       |                       |
| 04 | Christian Brée      |       | I86   | Ingénieur             |
| 05 | Jacqueline Le Carré |       | I86   |                       |

## Résultats

### Résultats à l'échelle du département
| Liste Parti politique | Liste Parti politique                                                                                            | Tête de liste        | Tour unique | Tour unique | Sièges |
| Liste Parti politique | Liste Parti politique                                                                                            | Tête de liste        | Voix        | %           | Sièges |
| --------------------- | --- | -------------------- | ----------- | ----------- | ------ |
|                       | Union de l'opposition Union pour la démocratie française (RPR)                                                   | Jean-François Deniau | 64 676      | 38,64       | 1      |
|                       | Pour que le Cher vive Parti communiste français                                                                  | Jacques Rimbault     | 41 393      | 24,73       | 1      |
|                       | Pour une majorité de progrès avec le président de la République Parti socialiste (MRG)                           | Alain Calmat         | 39 760      | 23,76       | 1      |
|                       | Liste de Rassemblement national présentée par le Front national Front national                                   | Jean d'Ogny          | 11 018      | 6,58        | 0      |
|                       | Centre républicain d'opposition nationale Divers droite                                                          | Didier Doucet        | 6 385       | 3,81        | 0      |
|                       | Liste Lutte ouvrière Lutte ouvrière                                                                              | Colette Cordat       | 2 517       | 1,50        | 0      |
|                       | Liste du Mouvement pour un parti des travailleurs Cher Extrême gauche (Mouvement pour un parti des travailleurs) | Nathalie Doucet      | 866         | 0,52        | 0      |
|                       | Initiative 86 - Entreprendre et réussir la France de l'an 2000 Sans étiquette                                    | M. Nardon            | 752         | 0,45        | 0      |
|                       | |                      |             |             |        |
| Inscrits              | Inscrits | Inscrits             | 224 001     | 100,00      | 3      |
| Abstentions           | Abstentions | Abstentions          | 47 704      | 21,30       |        |
| Votants               | Votants | Votants              | 176 297     | 78,70       |        |
| Blancs et nuls        | Blancs et nuls                                                                                                   | Blancs et nuls       | 8 930       | 5,07        |        |
| Exprimés              | Exprimés | Exprimés             | 167 367     | 94,93       |        |